# Thomas Seedorf
Thomas Seedorf (* 1960 in Bremerhaven) ist ein deutscher Musikwissenschaftler und Hochschullehrer.

## Leben
Seedorf studierte Schulmusik und Germanistik an der Leibniz Universität Hannover. Anschließend absolvierte er ein Studium der Musikwissenschaft und -pädagogik sowie Gesang an der Hochschule für Musik, Theater und Medien Hannover (Promotion: 1988 mit einer Dissertation über die kompositorische Mozart-Rezeption im frühen 20. Jahrhundert).
1988 bis 2006 war Seedorf Wissenschaftlicher Angestellter am Musikwissenschaftlichen Seminar der Universität Freiburg. Seit 2006 ist er Professor für Musikwissenschaft am Institut für Musikwissenschaft und Musikinformatik an der Hochschule für Musik Karlsruhe.
Seedorf forscht primär in den Gebieten Musiktheorie, Musik des 20. Jahrhunderts, Liedgeschichte und -analyse, Aufführungspraxis sowie insbesondere über die Theorie und Geschichte des Kunstgesangs.
Gemeinsam mit Michael Fichtenholz ist er künstlerischer Leiter der Händel-Festspiele Karlsruhe sowie der Internationalen Händel-Akademie.
Seedorf ist außerdem Erster Vorsitzender der Internationalen Schubert-Gesellschaft und Mitherausgeber der Reger-Werkausgabe.

## Veröffentlichungen (Auswahl)
- Studien zur kompositorischen Mozart-Rezeption im frühen 20. Jahrhundert. Laaber-Verlag, Laaber 1990, ISBN 3-89007-202-X (Zugleich: Hannover, Hochschule für Musik und Theater, Diss., 1988).
- Heldensoprane. Die Stimmen der eroi in der italienischen Oper von Monteverdi bis Bellini. Wallstein, Göttingen 2015, ISBN 978-3-8353-1730-7.[2]
- Enrico Caruso. Tenor des Jahrhunderts. Edition text + kritik, München 2022, ISBN 978-3-96707-612-7.